# ジェリー・フランシス
ジェリー・フランシス(Gerald Charles James “Gerry” Francis: 1951年12月6日 - )は、イングランドの元サッカー選手であり、監督である。

## 選手生活
フランシスのクイーンズ・パーク・レンジャーズ(QPR)でのデビュー戦は、1969年3月のリバプール戦だった。彼は1970年代に主将を務め、1976年に1部リーグ2位に押し上げる原動力となったミッドフィールダーだった。イングランド代表では1974年から1976年にかけて、12試合に出場、そのうち8試合は主将としてでのプレーだった。彼の国際試合での活躍は繰り返された背中の怪我で限られたものになってしまった。1979年にQPRからクリスタル・パレスに移籍したが、コヴェントリー・シティに移籍する前に一度QPRに戻ってきている。この頃は、怪我を抱えてのプレーを余儀なくされた時期だった。

### 選手生活後期
1983年にエクセター・シティから選手兼監督として迎え入れられたが、とても難しいシーズンになった。フランシスはその後、カーディフ・シティ、スウォンジー・シティ、ポーツマス、ブリストル・ローヴァーズと転々とし、ブリストルに所属した1985年には32試合に出場、1987年に引退をした。

## 監督キャリア

### ブリストル・ローヴァーズ
選手生活を終えたフランシスは、ボビー・グールドの跡を継ぎ、3部リーグにいたブリストル・ローヴァーズの監督職に就いた。1990年には3部リーグ優勝に導き、2部リーグへの昇格を果たしたが、翌年にはQPRの監督に就任した。

### クイーンズ・パーク・レンジャーズ
プレミアリーグが創設された年の1992-1993シーズンに、QPRはロンドンを本拠地とするクラブの中では最上位の5位でシーズンを終えた。1993-1994シーズンは9位、翌1994-1995シーズンは8位の順位にとどまったが、1994年11月、本拠地ロフタス・ロードスタジアムを去り、トッテナム・ホットスパーに移った。
QPRでの3年間、フランシスは前線に相手にとって脅威となる選手を配置した。間違いなく、リーグ外のヘイズから1986年に連れてきた、レス・ファーディナンドがベストプレーヤーだが、フランシスがクラブにやってくるまで芽が出ておらず、1部リーグの18試合で8ゴールであったが、1992-1993シーズンは20ゴールを奪うまでになった。1995年にファーディナンドがニューカッスルに600万ポンドで移籍するまでの5シーズンで78ゴールを成し遂げ、イングランドで最も恐れられるストライカーのひとりとなり、1993年にはイングランド代表に初出場した。1997年7月、フランシスが監督をしていたトッテナムとファーディナンドは契約書に600万ポンドでサインした。
1993年にイングランド代表監督のグラハム・テイラーがワールドカップ予選通過に失敗し、辞任をすると、フランシスも多数の代表監督候補者のひとりに挙げられたが、テリー・ヴェナブルズがその職を担うことになった。1994年3月、プレミアリーグ昇格を目指す、1部リーグのウルヴァーハンプトン・ワンダラーズが魅力なオファーをフランシスに提示したが、彼は拒否し、全代表監督だったテイラーが監督となった。

### トッテナム・ホットスパー
1994-1995シーズンは、トッテナムにとって「もう少し」のシーズンとなった。プレミアリーグでは7位に終わり、もう2つ順位が上がっていれば、UEFAカップ出場が叶った。そして、FAカップでは準決勝まで上がったものの、エヴァートンに退けられた。次からの2シーズンは納得いくような成績を残せず、シーズン半ばの1997年11月にフランシスは監督を辞任し、スパーズは降格争いを演じてしまった。トッテナムにいる間は、フランシスのスター選手のダレン・アンダートンに対する扱いに、ファンは激高していた。フランシスが慢性的に怪我を抱えるアンダートンに全幅の信頼をしていて、十分に治すだけの時間を与えずにプレーさせ、1995-1996シーズンには8試合だけ、翌1996-1997シーズンは17試合にとどまってしまった。

### 2回目のQPR
1998年9月、フランシスは2度目となるQPRの監督に就任した。前回の監督時代が終わった後の4年間は1部リーグでもがき苦しんでいた。彼は就任してから2シーズンを降格回避に費やし、最終的には、シーズン半ば時点で30年以上なかった差し迫った降格危機を招き、2001年2月に辞任した。彼はしばらくQPRのダイレクターになって、同年6月にブリストル・ローヴァーズの2度目の監督招聘まで、その職に就いていた。

### 2回目のブリストル・ローヴァーズ
2001-2002シーズンは3連勝のスタートとなり、ブリストルは2部リーグへの昇格へ強い希望をもたらしたが、けが人が足を引っ張り、クリスマス前にフランシスは辞任した。ローヴァーズは転げ落ちるように順位を下げ、フットボールカンファレンス(4部リーグ)に僅かに1位差で降格を免れた。フランシスはグラハム・マクスワーシーとイアン・ホロウェイと共にブリストル・ローヴァーズのために仕事をした。フランシスはこの時以来監督業をしていない。

### ストーク・シティ
2008年10月4日、彼にはニューカッスルのコーチオファーがあったが、その期間の不透明さを理由に、同時にオファーを受けていたストーク・シティのコーチに就任し、2012-2013シーズンの終わりまでストークでコーチをした。

### クリスタル・パレス
フランシスは、前ストーク監督のトニー・ピューリスがクリスタル・パレスの監督になった時に、一緒にコーチとしてロンドンに乗り込んだ。2014年8月の突然のピューリスの辞任により、暫定監督のキース・ミレンのもとでコーチは続けることになった。しかし、同月29日、ニール・ウォーノック監督が就任すると、クラブはフランシスがクラブを去ることを発表した。

## メディアでの仕事
フランシスはしばしばスカイスポーツで解説者として出演している。

## 監督成績
| チーム                           | 就任           | 退任           | 成績 | 成績 | 成績 | 成績 | 成績   |
| チーム                           | 就任           | 退任           | G    | W    | D    | L    | Win %  |
| -------------------------------- | -------------- | -------------- | ---- | ---- | ---- | ---- | ------ |
| エクセター・シティ               | 1983年7月20日  | 1984年5月14日  | 46   | 6    | 15   | 25   | 013.04 |
| ブリストル・ローヴァーズ         | 1987年7月1日   | 1991年5月13日  | 206  | 85   | 63   | 58   | 041.26 |
| クイーンズ・パーク・レンジャーズ | 1991年6月1日   | 1994年11月11日 | 158  | 59   | 47   | 52   | 037.34 |
| トッテナム・ホットスパー         | 1994年11月15日 | 1997年11月19日 | 142  | 55   | 42   | 45   | 038.73 |
| クイーンズ・パーク・レンジャーズ | 1998年10月16日 | 2001年2月25日  | 125  | 36   | 42   | 47   | 028.80 |
| ブリストル・ローヴァーズ         | 2001年6月27日  | 2001年12月24日 | 31   | 9    | 10   | 12   | 029.03 |
| 通算                             | 通算           | 通算           | 708  | 250  | 219  | 239  | 035.31 |

## タイトル

### 個人
- プレミアリーグ月間最優秀監督：1回（1994年12月）